# Kvalspelet till Concacaf Gold Cup 2021
Kvalspelet till Concacaf Gold Cup 2021 avgjorde de tre sista nationerna som kvalificerade sig för Concacaf Gold Cup 2021.

## Nationer
| League A | League A            | League B | League B                       | League C | League C    |
| Grupp    | Tredjeplats         | Grupp    | Andraplats                     | Grupp    | Förstaplats |
| -------- | ------------------- | -------- | ------------------------------ | -------- | ----------- |
| A        | Kuba                | A        | Franska Guyana                 | A        | Barbados    |
| B        | Bermuda             | B        | Montserrat                     | B        | Bahamas     |
| C        | Trinidad och Tobago | C        | Guyana                         | C        | Guatemala   |
| D        | Haiti               | D        | Saint Vincent och Grenadinerna | D        | Guadeloupe  |

## Spelträd
|  | Omgång 1                       | Omgång 1          |                            |       | Omgång 2 | Omgång 2 |  |  |  |  |  |  |  |  |
|  |                                |                   |                            |       |          |          |  |  |  |  |  |  |  |  |
|  |                                |                   |                            |       |          |          |  |  |  |  |  |  |  |  |
|  |                                |                   |                            |       |          |          |  |  |  |  |  |  |  |  |
|  | Haiti                          | 6                 |                            |       |          |          |  |  |  |  |  |  |  |  |
|  | Haiti                          | 6                 |                            |       |          |          |  |  |  |  |  |  |  |  |
|  | Saint Vincent och Grenadinerna | 1                 |                            |       |          |          |  |  |  |  |  |  |  |  |
|  | Saint Vincent och Grenadinerna | 1                 | Haiti                      | 4     |          |          |  |  |  |  |  |  |  |  |
|  |                                |                   | Haiti                      | 4     |          |          |  |  |  |  |  |  |  |  |
|  |                                | Bermuda           | 1                          |       |          |          |  |  |  |  |  |  |  |  |
|  | Bermuda                        | Bermuda           | 1                          | 8     |          |          |  |  |  |  |  |  |  |  |
|  | Bermuda                        |                   |                            | 8     |          |          |  |  |  |  |  |  |  |  |
|  | Barbados                       | 1                 |                            |       |          |          |  |  |  |  |  |  |  |  |
|  | Barbados                       | 1                 |                            |       |          |          |  |  |  |  |  |  |  |  |
|  |                                |                   |                            |       |          |          |  |  |  |  |  |  |  |  |
|  |                                |                   |                            |       |          |          |  |  |  |  |  |  |  |  |
|  | Guatemala                      | 4                 |                            |       |          |          |  |  |  |  |  |  |  |  |
|  | Guatemala                      | 4                 |                            |       |          |          |  |  |  |  |  |  |  |  |
|  | Guyana                         | 0                 |                            |       |          |          |  |  |  |  |  |  |  |  |
|  | Guyana                         | 0                 | Guatemala                  | 1 (9) |          |          |  |  |  |  |  |  |  |  |
|  |                                |                   | Guatemala                  | 1 (9) |          |          |  |  |  |  |  |  |  |  |
|  |                                | Guadeloupe (str.) | 1 (10)                     |       |          |          |  |  |  |  |  |  |  |  |
|  | Guadeloupe                     | Guadeloupe (str.) | 1 (10)                     | 2     |          |          |  |  |  |  |  |  |  |  |
|  | Guadeloupe                     |                   |                            | 2     |          |          |  |  |  |  |  |  |  |  |
|  | Bahamas                        | 0                 |                            |       |          |          |  |  |  |  |  |  |  |  |
|  | Bahamas                        | 0                 |                            |       |          |          |  |  |  |  |  |  |  |  |
|  |                                |                   |                            |       |          |          |  |  |  |  |  |  |  |  |
|  |                                |                   |                            |       |          |          |  |  |  |  |  |  |  |  |
|  | Trinidad och Tobago            | 6                 |                            |       |          |          |  |  |  |  |  |  |  |  |
|  | Trinidad och Tobago            | 6                 |                            |       |          |          |  |  |  |  |  |  |  |  |
|  | Montserrat                     | 1                 |                            |       |          |          |  |  |  |  |  |  |  |  |
|  | Montserrat                     | 1                 | Trinidad och Tobago (str.) | 1 (8) |          |          |  |  |  |  |  |  |  |  |
|  |                                |                   | Trinidad och Tobago (str.) | 1 (8) |          |          |  |  |  |  |  |  |  |  |
|  |                                | Franska Guyana    | 1 (7)                      |       |          |          |  |  |  |  |  |  |  |  |
|  | Kuba                           | Franska Guyana    | 1 (7)                      | 0     |          |          |  |  |  |  |  |  |  |  |
|  | Kuba                           |                   |                            | 0     |          |          |  |  |  |  |  |  |  |  |
|  | Franska Guyana (TD)            | 3                 |                            |       |          |          |  |  |  |  |  |  |  |  |
|  | Franska Guyana (TD)            | 3                 |                            |       |          |          |  |  |  |  |  |  |  |  |
|  |                                |                   |                            |       |          |          |  |  |  |  |  |  |  |  |
|  |                                |                   |                            |       |          |          |  |  |  |  |  |  |  |  |
|  |                                |                   |                            |       |          |          |  |  |  |  |  |  |  |  |
|  |                                |                   |                            |       |          |          |  |  |  |  |  |  |  |  |
|  |                                |                   |                            |       |          |          |  |  |  |  |  |  |  |  |
|  |                                |                   |                            |       |          |          |  |  |  |  |  |  |  |  |
|  |                                |                   |                            |       |          |          |  |  |  |  |  |  |  |  |
|  |                                |                   |                            |       |          |          |  |  |  |  |  |  |  |  |
|  |                                |                   |                            |       |          |          |  |  |  |  |  |  |  |  |
|  |                                |                   |                            |       |          |          |  |  |  |  |  |  |  |  |
|  |                                |                   |                            |       |          |          |  |  |  |  |  |  |  |  |
|  |                                |                   |                            |       |          |          |  |  |  |  |  |  |  |  |

## Omgång 1

### Sammanfattning
| Lag 1               | Resultat     | Lag 2                          |
| Haiti               | 6–1          | Saint Vincent och Grenadinerna |
| Bermuda             | 8–1          | Barbados                       |
| Trinidad och Tobago | 6–1          | Montserrat                     |
| Guadeloupe          | 2–0          | Bahamas                        |
| Kuba                | 00000–3 (TD) | Franska Guyana                 |
| Guatemala           | 4–0          | Guyana                         |

### Matcher
| 1           | 2 juli 2021 | Haiti | 6 – 1           | Saint Vincent och Grenadinerna | DRV PNK Stadium                                 |                                                 |
| 16:30 UTC−4 | 16:30 UTC−4 | Duckens Nazon 26′ (str.), 59′ Frantzdy Pierrot 33′ Derrick Etienne 37′ (str.) Jahvin Sutherland 72′ (sjm.) Carnejy Antoine 90′ | (3 – 1) Rapport | 42′ Kyle Edwards               | Fort Lauderdale Domare: Oshane Nation (Jamaica) | Fort Lauderdale Domare: Oshane Nation (Jamaica) |
| 16:30 UTC−4 | 16:30 UTC−4 | |                 |                                | Fort Lauderdale Domare: Oshane Nation (Jamaica) | Fort Lauderdale Domare: Oshane Nation (Jamaica) |
| 16:30 UTC−4 | 16:30 UTC−4 | |                 |                                | Fort Lauderdale Domare: Oshane Nation (Jamaica) | Fort Lauderdale Domare: Oshane Nation (Jamaica) |

| 2           | 2 juli 2021 | Bermuda | 8 – 1           | Barbados             | DRV PNK Stadium                               |                                               |
| 19:00 UTC−4 | 19:00 UTC−4 | Nahki Wells 1′, 14′, 87′ (str.) Reggie Lambe 29′ Dante Leverock 39′ Krystian Pearce 60′ (sjm.) Kane Crichlow 66′ Zeiko Lewis 67′ | (4 – 1) Rapport | 45+1′ Hadan Holligan | Fort Lauderdale Domare: Drew Fischer (Kanada) | Fort Lauderdale Domare: Drew Fischer (Kanada) |
| 19:00 UTC−4 | 19:00 UTC−4 | |                 |                      | Fort Lauderdale Domare: Drew Fischer (Kanada) | Fort Lauderdale Domare: Drew Fischer (Kanada) |
| 19:00 UTC−4 | 19:00 UTC−4 | |                 |                      | Fort Lauderdale Domare: Drew Fischer (Kanada) | Fort Lauderdale Domare: Drew Fischer (Kanada) |

| 3           | 2 juli 2021 | Trinidad och Tobago                                                                              | 6 – 1           | Montserrat      | DRV PNK Stadium                                 |                                                 |
| 21:30 UTC−4 | 21:30 UTC−4 | Kevin Molino 21′ (str.) Marcus Joseph 35′ Ryan Telfer 45+2′ Judah García 57′ Reon Moore 68′, 82′ | (3 – 0) Rapport | 55′ Lyle Taylor | Fort Lauderdale Domare: Bryan López (Guatemala) | Fort Lauderdale Domare: Bryan López (Guatemala) |
| 21:30 UTC−4 | 21:30 UTC−4 |                                                                                                  |                 |                 | Fort Lauderdale Domare: Bryan López (Guatemala) | Fort Lauderdale Domare: Bryan López (Guatemala) |
| 21:30 UTC−4 | 21:30 UTC−4 |                                                                                                  |                 |                 | Fort Lauderdale Domare: Bryan López (Guatemala) | Fort Lauderdale Domare: Bryan López (Guatemala) |

| 4           | 3 juli 2021 | Guadeloupe                              | 2 – 0           | Bahamas | DRV PNK Stadium                              |                                              |
| 16:30 UTC−4 | 16:30 UTC−4 | Matthias Phaeton 61′ Raphaël Mirval 67′ | (0 – 0) Rapport |         | Fort Lauderdale Domare: Reon Radix (Grenada) | Fort Lauderdale Domare: Reon Radix (Grenada) |
| 16:30 UTC−4 | 16:30 UTC−4 |                                         |                 |         | Fort Lauderdale Domare: Reon Radix (Grenada) | Fort Lauderdale Domare: Reon Radix (Grenada) |
| 16:30 UTC−4 | 16:30 UTC−4 |                                         |                 |         | Fort Lauderdale Domare: Reon Radix (Grenada) | Fort Lauderdale Domare: Reon Radix (Grenada) |

| 5           | 3 juli 2021 | Kuba | 00000 – 3 (TD) | Franska Guyana | DRV PNK Stadium |                 |
| 19:00 UTC−4 | 19:00 UTC−4 |      | Rapport        |                | Fort Lauderdale | Fort Lauderdale |
| 19:00 UTC−4 | 19:00 UTC−4 |      |                |                | Fort Lauderdale | Fort Lauderdale |
| 19:00 UTC−4 | 19:00 UTC−4 |      |                |                | Fort Lauderdale | Fort Lauderdale |

| 6           | 3 juli 2021 | Guatemala                                                                            | 4 – 0           | Guyana | DRV PNK Stadium                                            |                                                            |
| 21:30 UTC−4 | 21:30 UTC−4 | Reiss Greenidge 21′ (sjm.) Luis Martínez 54′ Darwin Lom 71′ José Carlos Martínez 80′ | (1 – 0) Rapport |        | Fort Lauderdale Domare: Juan Gabriel Calderón (Costa Rica) | Fort Lauderdale Domare: Juan Gabriel Calderón (Costa Rica) |
| 21:30 UTC−4 | 21:30 UTC−4 |                                                                                      |                 |        | Fort Lauderdale Domare: Juan Gabriel Calderón (Costa Rica) | Fort Lauderdale Domare: Juan Gabriel Calderón (Costa Rica) |
| 21:30 UTC−4 | 21:30 UTC−4 |                                                                                      |                 |        | Fort Lauderdale Domare: Juan Gabriel Calderón (Costa Rica) | Fort Lauderdale Domare: Juan Gabriel Calderón (Costa Rica) |

## Omgång 2
Vinnarna i omgång 2 kvalificerade sig för Concacaf Gold Cup 2021.

### Sammanfattning
| Lag 1               | Resultat         | Lag 2          |
| Trinidad och Tobago | 1–1 (8–7 str.)   | Franska Guyana |
| Haiti               | 4–1              | Bermuda        |
| Guatemala           | 01–1 (9–10 str.) | Guadeloupe     |

### Matcher
|             | 6 juli 2021 | Trinidad och Tobago                                                                                                  | 1 – 1                      | Franska Guyana                                                                                               | DRV PNK Stadium                             |                                             |
| 16:30 UTC−4 | 16:30 UTC−4 | Kevin Molino 27′ | (1 – 1) Rapport            | 44′ Arnold Abelinti                                                                                          | Fort Lauderdale Domare: Ismail Elfath (USA) | Fort Lauderdale Domare: Ismail Elfath (USA) |
| 16:30 UTC−4 | 16:30 UTC−4 | |                            | | Fort Lauderdale Domare: Ismail Elfath (USA) | Fort Lauderdale Domare: Ismail Elfath (USA) |
| 16:30 UTC−4 | 16:30 UTC−4 | Duane Muckette Neveal Hackshaw Jelani Peters Andre Fortune II Kevin Molino Alvin Jones Justin García Curtis Gonzales | Straffsparksläggning 8 – 7 | Thomas Vancaeyezeele Carino Atchaliso Rhudy Evens Loïc Baal Alex Éric Dylan Adam Jessy Marigard Kévin Rimane | Fort Lauderdale Domare: Ismail Elfath (USA) | Fort Lauderdale Domare: Ismail Elfath (USA) |

|             | 6 juli 2021 | Haiti                                                   | 4 – 1           | Bermuda         | DRV PNK Stadium                                   |                                                   |
| 19:00 UTC−4 | 19:00 UTC−4 | Frantzdy Pierrot 23′, 28′, 34′ Duckens Nazon 87′ (str.) | (3 – 0) Rapport | 80′ Nahki Wells | Fort Lauderdale Domare: Iván Barton (El Salvador) | Fort Lauderdale Domare: Iván Barton (El Salvador) |
| 19:00 UTC−4 | 19:00 UTC−4 |                                                         |                 |                 | Fort Lauderdale Domare: Iván Barton (El Salvador) | Fort Lauderdale Domare: Iván Barton (El Salvador) |
| 19:00 UTC−4 | 19:00 UTC−4 |                                                         |                 |                 | Fort Lauderdale Domare: Iván Barton (El Salvador) | Fort Lauderdale Domare: Iván Barton (El Salvador) |

|             | 6 juli 2021 | Guatemala | 1 – 1                        | Guadeloupe | DRV PNK Stadium                                     |                                                     |
| 21:30 UTC−4 | 21:30 UTC−4 | Luis Martínez 17′ | (1 – 1) Rapport              | 6′ Matthias Phaeton | Fort Lauderdale Domare: Fernando Hernández (Mexiko) | Fort Lauderdale Domare: Fernando Hernández (Mexiko) |
| 21:30 UTC−4 | 21:30 UTC−4 | |                              | | Fort Lauderdale Domare: Fernando Hernández (Mexiko) | Fort Lauderdale Domare: Fernando Hernández (Mexiko) |
| 21:30 UTC−4 | 21:30 UTC−4 | Marvin Ceballos José Carlos Martínez Oscar Santis Rudy Barrientos Moisés Hernández Wilson Pineda José Carlos Pinto Rodrigo Saravia Matan Peleg Gerardo Gordillo Ricardo Jérez Jr. Marvin Ceballos | Straffsparksläggning 09 – 10 | Dimitri Cavaré Matthias Phaeton Anthony Baron Mavrick Annerose Steve Solvet Quentin Annette Thomas Pineau Ronan Hauterville Kevin Moeson Mickaël Alphonse Yohann Thuram-Ulien Dimitri Cavaré | Fort Lauderdale Domare: Fernando Hernández (Mexiko) | Fort Lauderdale Domare: Fernando Hernández (Mexiko) |